# Макс Мослі
Ма́кс Мо́слі (англ. Max Mosley; 13 квітня 1940 — 24 травня 2021) — британський автогонщик, президент Міжнародної Автомобільної Федерації (FIA), некомерційної асоціації, яка представляє інтереси автомобільних організацій і власників автомобілів по всьому світу. FIA також є керівним органом Формули-1 та інших міжнародних автомобільних гонок.
Колишній адвокат і автогонщик-любитель, Мослі став засновником і співвласником «March Engineering», успішного конструктора гоночних автомобілів і команди Формули-1. У період між 1969 і 1977 роками він займався юридичними і комерційними справами компанії. Наприкінці 1970-х років, Мослі став офіційним радником з правових питань Асоціації конструкторів Формули-1 (FOCA), організації, що представляла конструкторів Формули-1. На цій посаді він склав першу версію Договору Згоди, який був узгоджений після довгих протистоянь між FOCA та Міжнародною федерацією автоспорту (FISA), згодом керівного органу Формули-1. У 1991 році Мослі був обраний президентом FISA, а в 1993 році став президентом FIA, вищестоящим органом організації FISA. Головним досягненням британця на посаді президента FIA стало просування Європейської програми оцінки нових автомобілів (Euro NCAP або Encap). Він також сприяв підвищенню безпеки і використання зелених технологій в автоспорті. У 2008 році, розповіді про його сексуальне життя з'явилися в британській пресі. Незважаючи на суперечки, Мослі зберіг свою посаду. Він пішов у відставку по закінченню терміну його повноважень у 2009 році і був замінений Жаном Тодтом.
Мослі є молодшим сином сера Освальда Мослі, колишнього лідера Британського союзу фашистів (БСФ), та Діани Мітфорд. Перед тим як вступити до університету в Крайст Черч, де він отримав ступінь бакалавра в галузі фізики, британець навчався у Франції, Німеччині та Великій Британії. У підлітковому віці і коли йому було трохи за двадцять, Мослі був пов'язаний з батьковою післявоєнною політичною партією Юніоністський рух. Він сказав, що зв'язок його прізвища з фашизмом зупинив інтерес до політики, хоча на початку 1980-х років він деякий час працював за Консервативну партію.

## Сім'я та юність
Його батько, сер Освальд Мослі був міністром від Лейбористської партії, а також членом парламенту від Консервативної і Лейбористської партій у 1920-х роках. До початку 1930-х він залишив велику політику і став лідером Британського союзу фашистів (БСФ). Його перша дружина померла в 1933 році, а в 1936 сер Освальд одружився з Діаною Мітфорд. Церемонія пройшла в Німеччині, де як гості були присутні Йозеф Геббельс і Адольф Гітлер. Макс народився в Лондоні в квітні 1940 року, перші дні початку Другої світової війни. У травні, сера Освальда, який вів переговори щодо мирного договору з нацистською Німеччиною, як і більшість інших активних фашистів у Великій Британії, було інтерновано британською владою згідно з правилом оборони 18B. Згодом леді Мослі була поміщена у в'язницю. Макс і його старший брат Александер протягом перших років свого життя не бачили батьків. У грудні 1940 року тодішній прем'єр-міністр Вінстон Черчилль, який був знайомий з леді Мослі, попросив міністра внутрішніх справ Герберта Моррісона забезпечити леді Мослі регулярні побачення з Максом, якому на той момент було лише 8 місяців.
16 листопада 1943 року сера Освальда і леді Мослі було звільнено з-під варти в'язниці Голловей, що викликало сильні протести громадськості. Кілька шкіл відмовилися приймати синів сімейства Мослі, причиною чому послужили їх дикість і репутація батьків, тому Макс з братом спочатку одержували освіту вдома. Згодом сім'я переїхала до заміських будинків у Англії, що перейшли їм у спадщину. У 1950 році родина Мослі придбала будинки в Ірландії та муніципалітеті Орсе поблизу Парижа. Мослі проводили весну у Франції, а осінь і зиму в Ірландії, де Макс захопився полюванням та верховою їздою. Його тітка Ненсі Мітфорд у листах до Івліна Во згадувала, що Мослі подорожували Середземним морем на сімейній яхті. Під час однієї з таких поїздок вони відвідали Іспанію, де були прийняті другом сера Освальда Мослі, генералом Франко.
Свою освіту Макс Мослі спочатку отримував у Франції, а починаючи з 13 років два роки навчався в Німеччині, де опанував німецьку. Після повернення до Англії, він здобував освіту в Міллфілді (англ. Millfield), незалежній школі-інтернаті в графстві Сомерсет. Далі навчався в Крайст Черч, коледжі при Оксфордському університеті, який закінчив у 1961 році зі ступенем в галузі фізики. Під час навчання був секретарем Оксфордського союзу. У 1961 році, Мослі виступив з гаслом «Свобода слова для фашистів», у відповідь на відмову Оксфордського союзу запросити його батька для виступу. Незабаром після цього, Макс представив свого батька Роберту Скідельскі, який пізніше написав біографію сера Освальда. Після того як хлопець зрозумів, що «фізикою багато грошей не заробити», він відкидає свій початковий задум працювати в цій сфері й вирішує навчатися юриспруденції в Грейс-інн (англ. Gray's Inn) у Лондоні, де 1964 року отримав право займатися адвокатською діяльністю. У 2005 році від Нортумбрійського університету Мослі отримує почесний ступінь доктора цивільного права. На початку 1960-х років, Мослі був членом Територіальної армії, де проходив навчання на парашутиста.
Як і багато інших водіїв Формули-1, Мослі жив у Монако. 9 червня 1960 року він одружився з Джин Тейлор, дочкою Джеймса Тейлора, поліціянта з Лондона. У 1970 році народився їх перший син Александер, а в 1972 році і другий син, якого назвали Патріком. 5 травня 2009 року, Александер у віці тридцяти дев'яти років був знайдений мертвим у своєму будинку. У результаті проведеного слідства, 10 червня 2009 року Вестмінстерським слідчим було оголошено, що причиною смерті стала інтоксикація героїном.
Окрім брата Александра, Макс Мослі також має п'ять старших зведених братів. З боку батька: Вів'єн Мослі (1921–2002), романіст Ніколас Мослі і Майкл Мослі (нар. 1932). З боку матері: банкір Джонатан Гіннесс та ірландський захисник Десмонд Гіннесс.